# Unisław Śląski
Unisław Śląski (niem. Langwaltersdorf) – wieś w Polsce położona na Wyżynie Unisławskiej w województwie dolnośląskim, w powiecie wałbrzyskim, w gminie Mieroszów.

## Podział administracyjny
W latach 1975–1998 miejscowość położona była w województwie wałbrzyskim.

## Demografia
Największa wieś w Górach Kamiennych. Według Narodowego Spisu Powszechnego (III 2011 r.) liczył 637 mieszkańców.

## Położenie

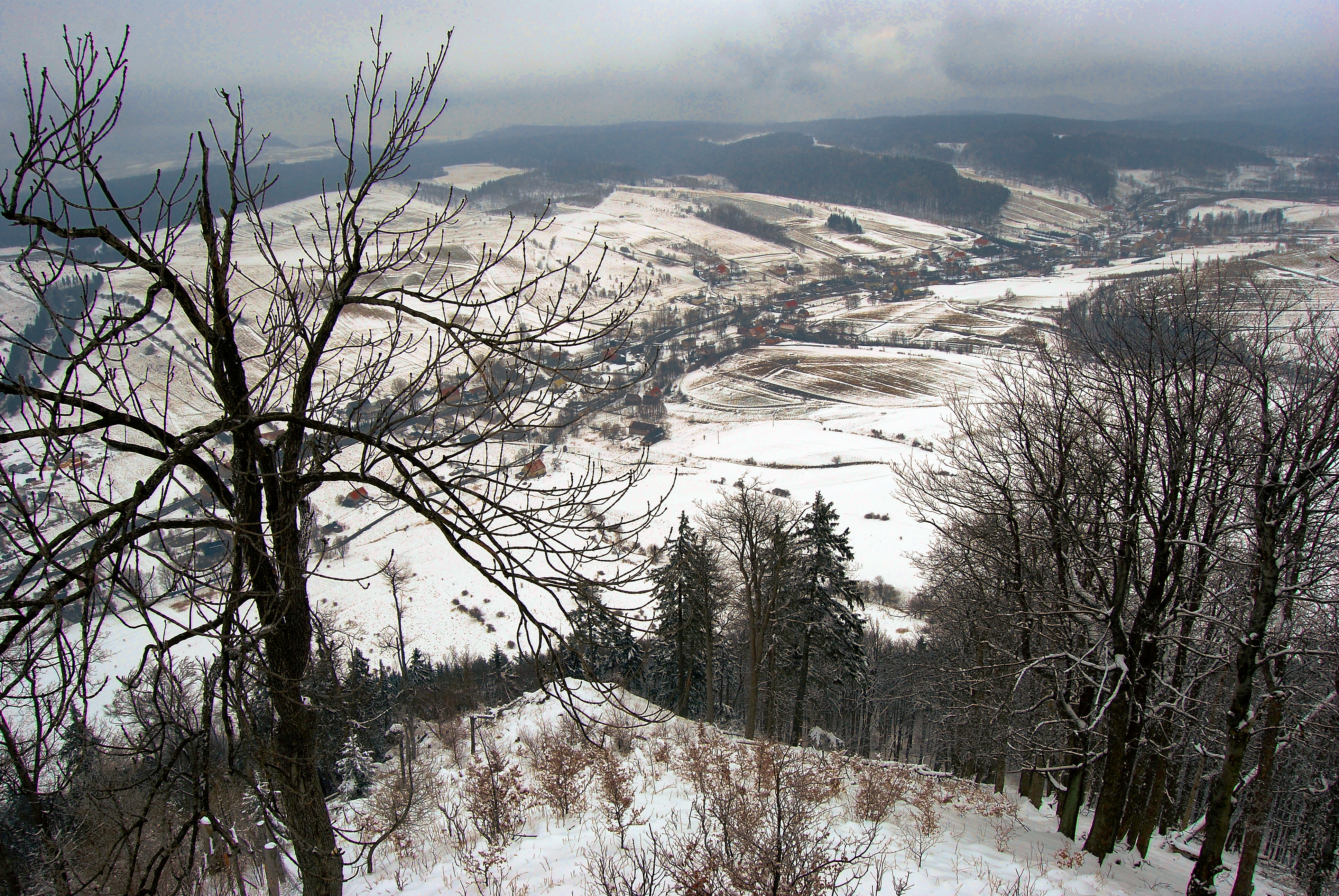
Widok Unisławia Śląskiego z wieży widokowej na szczycie Stożka Wielkiego

Leży na trasie z Wałbrzycha do Mieroszowa, w pobliżu przejścia granicznego Golińsk – Starostín, wzdłuż górnego biegu Ścinawki. Wieś położona jest na Wyżynie Unisławskiej. Charakterystycznym punktem w krajobrazie miejscowości jest stromy Stożek Wielki. Po przeciwnej stronie doliny rzecznej, naprzeciw Stożka, góruje masyw Dzikowca i Lesistej Wielkiej, czasami dzielony na dwa odrębne masywy (Dzikowca oraz Lesistej Wielkiej).

## Historia
Pierwsze wzmianki pochodzą z 1350 roku. Od 1945 r. w granicach Polski. W pierwszych latach powojennych zasiedlona ludnością polską na miejsce dotychczasowych mieszkańców, wysiedlonych do Niemiec.

## Turystyka
W okolicy są dobre warunki dla turystyki pieszej i rowerowej, niezależnie od pory roku. Nieopodal przebiega szlak do schroniska „Andrzejówka”.

## Zabytki

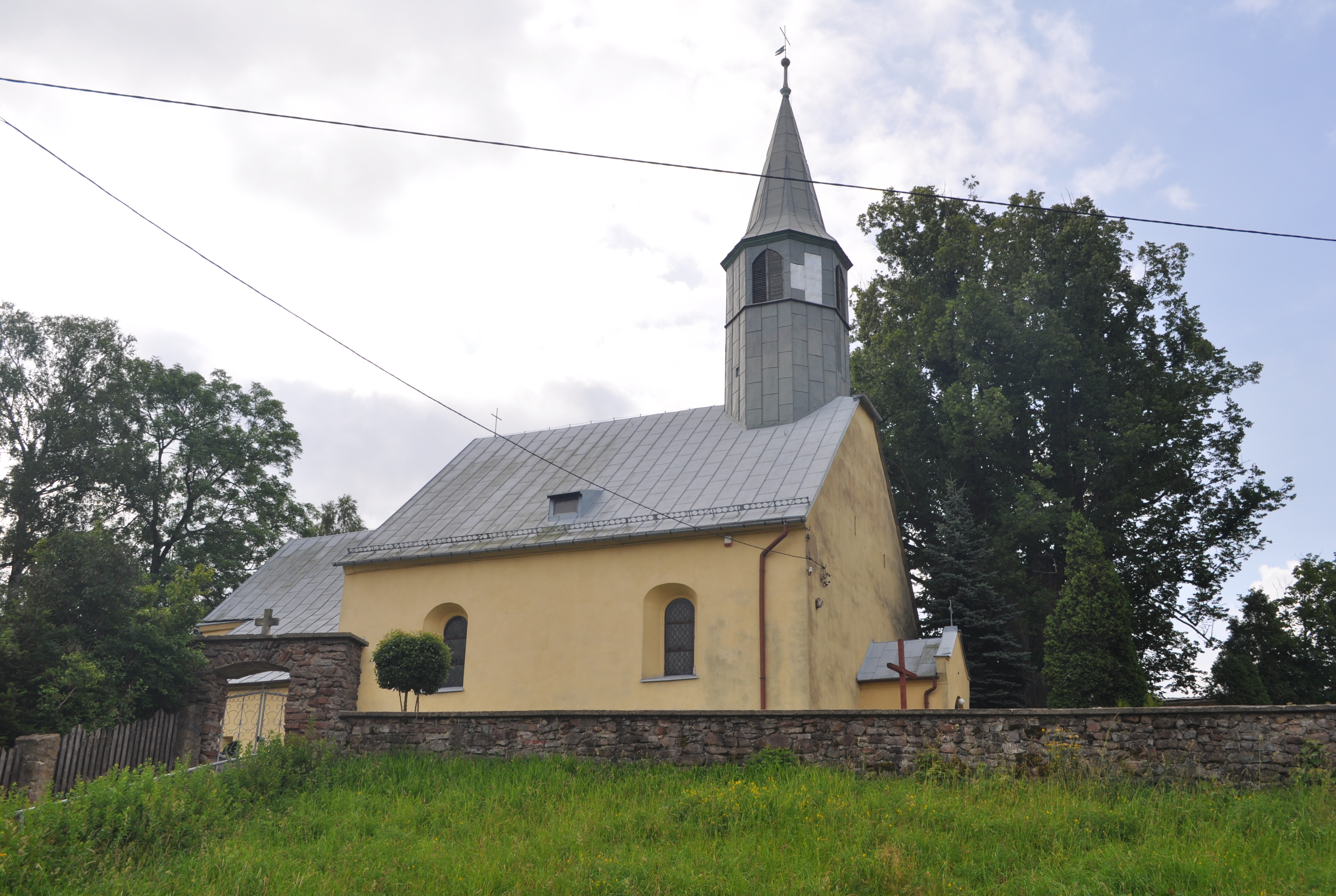
Kościół Wniebowzięcia Najświętszej Maryi Panny

Do wojewódzkiego rejestru zabytków wpisane są:
- kościół filialny pw. Wniebowzięcia Najświętszej Maryi Panny, późnogotycki z początków XVI wieku, przebudowany w XIX wieku, remontowany w II połowie XX wieku. Obecny kościół powstał na miejscu wcześniejszego, zbudowanego około 1360 r. Zachował on wiele renesansowych elementów, jak nawę z maswerkami okiennymi, przykrytą drewnianym malowanym stropem, ambonę i chrzcielnicę z 1598 r., typowe dla tego stylu.
- kościół ewangelicki z 1742 r., z XIX-wieczną wieżą, opuszczony po 1945, obecnie w stanie zaawansowanej ruiny.
- karczma, obecnie dom mieszkalny nr 110, murowano-drewniany, z pierwszej ćw. XIX w.
- stodoła, nr 16, z pocz. XIX w.

inne zabytki:
- tunel kolejowy, położony kilkaset metrów od dawnej stacji kolejowej, biegnie pod grzbietem łączącym pasmo Lesistej z Górami Wałbrzyskimi o długości około 260 m, zbudowany w latach 1873–1877. Jego ściany są licowane cegłą klinkierową
- lipa drobnolistna będąca pomnikiem przyrody rośnie przy kościele pw. Wniebowzięcia Najświętszej Maryi Panny. Jej wiek jest oceniany na około 400 lat. Obwód drzewa wynosi około 8 metrów, a wysokość około 40 metrów

## Szlaki turystyczne
- – Marciszów Górny – Krąglak – Gostków – Trójgarb – Bacówka Pod Trójgarbem – Lubomin – Chełmiec – Boguszów PKP – Dzikowiec Wielki – Unisław Śląski – Sokołowsko – Schronisko Andrzejówka – Rybnica Leśna – Wałbrzych Główny PKP
- – Golińsk (przejście graniczne Golińsk – Starostin) – Mieroszów – Lesista Wielka – Lesista Mała – Unisław Śląski – Stożek Wielki – Stożek Mały – Sokołowsko – Zamek Radosno – Waligóra – Schronisko Andrzejówka – Skalna Brama – Zamek Rogowiec – Grzmiąca – Głuszyca PKP